# Margherita Magnani
Margherita Magnani (Cesena, 26 febbraio 1987) è una mezzofondista italiana.
È stata cinque volte campionessa italiana assoluta sui 1500 metri (2013, 2014, 2018 indoor e 2015, 2016 outdoor), due volte campionessa italiana assoluta sui 3000 metri (2018 e 2019 indoor) e detiene il record italiano assoluto sui 1000 metri indoor. Ha vinto la medaglia d'argento sui 1500 m ai Giochi mondiali militari di Mungyeong 2015 in Corea del Sud e la medaglia di Bronzo alle Universiadi di Kazan nel 2013 sempre sui 1500 metri.

## Biografia

### Gli inizi e gli Europei under 23
Si avvicinò sin da giovanissima al mondo dello sport praticando la ginnastica artistica, la danza ed il nuoto. All'età di 9 anni iniziò a giocare a pallavolo, disciplina che abbandonò dopo sette anni in favore dell'atletica leggera. I suoi primi allenatori furono Paride Benini e Piero Macrelli dell'Atletica Endas Cesena.
Doppia medaglia agli juniores indoor del 2006 con bronzo sugli 800 m ed argento nei 1500 m.

Ai Campionati nazionali universitari a Desenzano del Garda ha vinto il bronzo nei 1500 m, è stata undicesima sugli 800 m e quinta con la staffetta 4x400 m.

Era iscritta negli 800 m agli italiani juniores di Rieti, ma non ha gareggiato e sui 1500 m si è ritirata in finale.
Nel 2007 è passata ai colori del CUS Bologna ed ha preso parte agli Europei under 23 che si sono tenuti a Debrecen, in Ungheria, indossando per la prima volta la maglia azzurra ed è stata quindicesima sui 1500 m.
Ottava posizione nei 1500 m agli assoluti indoor.

Ottava e quarta agli italiani promesse indoor su 800 e 1500 m.

Doppia medaglia agli italiani universitari di Jesolo con argento sui 1500 m ed oro con la staffetta 4x400 m.

Argento e bronzo ai nazionali promesse su 800 e 1500 m.

Era iscritta sia sugli 800 che nei 1500 m agli assoluti di Padova, ma non ha gareggiato in entrambe le gare.
Nel 2008 un infortunio (frattura composta nel terzo metatarso del piede destro) la costrinse a perdere diversi mesi di preparazione invernale e di conseguenza dovette affrontare la stagione agonistica estiva con maggiori difficoltà dal punto di vista delle prestazioni.
Sugli 800 m a livello italiano nel 2008 è stata ottava ai nazionali universitari di Pisa e settima ai campionati italiani promesse.

### 2009-2011: gli Europei under 23, l'arruolamento nella Guardia di Finanza, il tesseramento nelle Fiamme Gialle ed i Mondiali militari
Quattro medaglie vinte agli italiani del 2009: argento e bronzo su 800 e 1500 m agli italiani promesse indoor, doppio argento, sempre su 800 e 1500 m, ai nazionali promesse.

Agli assoluti sui 1500 m, si è ritirata agli indoor, mentre è giunta settima all'aperto.
Agli Europei under 23 in Lituania a Kaunas nel 2009 si è ritirata sugli 800 m ed è arrivata al dodicesimo posto nei 1500 m.
All'inizio del 2010 inizia il suo legame professionale con l'allenatore Vittorio Di Saverio, direttore tecnico del club gialloverde. Il 18 ottobre 2010 è stata arruolata nella Guardia di Finanza e si è tesserata per le Fiamme Gialle.
Era iscritta nei 1500 m agli assoluti indoor di Ancona ma non ha gareggiato.

Invece ha vinto il bronzo sui 1500 m agli assoluti di Grosseto.
Ha partecipato al DécaNation francese ad Annecy sui 1500 m in cui è giunta al quarto posto (esordio per lei con la Nazionale assoluta).
Quarto posto sui 1500 m agli assoluti indoor del 2011 e quinta, sempre nei 1500 m, ai Giochi mondiali militari in Brasile a Rio de Janeiro.

### 2012-2015: la laurea, i tre titoli italiani assoluti, gli Europei ed i Mondiali entrambi indoor ed outdoor
Diplomata al liceo classico, nel marzo del 2012 ha conseguito la laurea magistrale in giurisprudenza con lode presso l'Università di Bologna.
Medaglia di bronzo sui 1500 m agli assoluti di Bressanone nel 2012.
Primo titolo italiano assoluto indoor sui 1500 m e medaglia d'argento sui 3000 m ad Ancona nel 2013, mentre all'aperto ha vinto la medaglia d'argento sui 1500 m a Milano.
Sui 1500 m a livello internazionale ha gareggiato in 5 competizioni: Europei indoor e Mondiali (fuori in batteria in entrambe le manifestazioni), Giochi del Mediterraneo, Universiadi ed Europeo per nazioni (quarta posizione in tutte e tre gli eventi),
Secondo titolo italiano agli assoluti indoor sui 1500 m nel 2014.
Sui 3000 m in ambito internazionale è stata nona ai Mondiali indoor e quinta all'Europeo per nazioni, mentre agli Europei è uscita in batteria sui 1500 m.
2015, titolo italiano assoluto sui 1500 m e non ha gareggiato sui 5000 m pur essendo iscritta.
Nel mese di giugno ha gareggiato all'Europeo per nazioni a Čeboksary in Russia sia sui 3000 m (5ª) che sui 1500 m (7ª).

Ad agosto in batteria sui 1500 m ai Mondiali di Pechino (Cina), non è riuscita ad ottenere la qualificazione per la finale (è stata la prima delle escluse).

Nell'ottobre del 2015 ha vinto la sua prima medaglia in una rassegna internazionale: argento sui 1500 m ai Giochi mondiali militari di Mungyeong in Corea del Sud.

## Record nazionali

### Seniores
- 1000 metri indoor: 2'39"94 ( Ancona, 26 gennaio 2014)[6]

## Progressione

### 800 metri piani
| Stagione | Tempo   | Luogo    | Data      | Rank. Mond. |
| -------- | ------- | -------- | --------- | ----------- |
| 2015     | 2'06"68 | Cles     | 28-8-2015 |             |
| 2014     | 2'03"13 | Rieti    | 7-9-2014  |             |
| 2013     | 2'02"84 | Rovereto | 3-9-2013  |             |
| 2012     | 2'05"79 | Pergine  | 21-7-2012 |             |
| 2011     | 2'10"83 | Modena   | 10-7-2011 |             |
| 2010     | 2'06"87 | Velletri | 17-7-2010 |             |
| 2009     | 2'06"88 | Nivelles | 27-6-2009 |             |
| 2008     | 2'09"16 | Lodi     | 28-9-2008 |             |
| 2007     | 2'08"13 | Pavia    | 13-5-2007 |             |
| 2006     | 2'16"42 | Scorzè   | 6-5-2006  |             |
| 2005     | 2'16"70 | Grosseto | 3-6-2005  |             |

### 1500 metri piani
| Stagione | Tempo   | Luogo          | Data      | Rank. Mond. |
| -------- | ------- | -------------- | --------- | ----------- |
| 2018     | 4'07"88 | Huelva         | 8-6-2018  | 75ª         |
| 2017     | 4'06"30 | Heusden-Zolder | 22-7-2017 | 60ª         |
| 2016     | 4'07"91 | Heusden-Zolder | 17-7-2016 | 79ª         |
| 2015     | 4'06"81 | Heusden-Zolder | 18-7-2015 | 56ª         |
| 2014     | 4'06"05 | Heusden-Zolder | 19-7-2014 | 44ª         |
| 2013     | 4'06"34 | Mersin         | 26-6-2013 | 53ª         |
| 2012     | 4'08"94 | Lignano        | 17-7-2012 | 96ª         |
| 2011     | 4'15"95 | Lappeenranta   | 13-8-2011 |             |
| 2010     | 4'12"54 | Heusden-Zolder | 10-7-2010 | 131ª        |
| 2009     | 4'19"73 | Kaunas         | 17-7-2009 |             |
| 2008     | 4'25"95 | Lodi           | 27-9-2008 |             |
| 2007     | 4'19"99 | Trento         | 2-6-2007  |             |
| 2006     | 4'40"30 | Desenzano      | 26-5-2006 |             |
| 2005     | 4'43"59 | Parma          | 24-9-2005 |             |

### 3000 metri piani
| Stagione | Tempo    | Luogo        | Data      | Rank. Mond. |
| -------- | -------- | ------------ | --------- | ----------- |
| 2018     | 9'03"25  | Turku        | 5-6-2018  | 83ª         |
| 2017     | 8'58"62  | Stoccolma    | 25-6-2017 | 56ª         |
| 2015     | 9'02"08  | Stoccolma    | 30-7-2015 | 49ª         |
| 2014     | 8'51"82  | Braunschweig | 21-6-2014 | 34ª         |
| 2013     | 9'00"25  | Rieti        | 8-9-2013  | 48ª         |
| 2009     | 9'49"68  | Siena        | 25-4-2009 |             |
| 2005     | 10'28"82 | Ferrara      | 7-7-2005  |             |

## Palmarès
| Anno | Manifestazione           | Sede           | Evento       | Risultato | Prestazione | Note   |
| ---- | ------------------------ | -------------- | ------------ | --------- | ----------- | ------ |
| 2007 | Europei under 23         | Debrecen       | 1500 m piani | 15ª       | 4'32"20     | [ 7 ]  |
| 2009 | Europei under 23         | Kaunas         | 800 m piani  | Batteria  | dnf         | [ 8 ]  |
| 2009 | Europei under 23         | Kaunas         | 1500 m piani | 12ª       | 4'26"62     | [ 9 ]  |
| 2011 | Giochi mondiali militari | Rio de Janeiro | 1500 m piani | 5ª        | 4'19”93     | [ 10 ] |
| 2013 | Europei indoor           | Göteborg       | 1500 m piani | Batteria  | 4'15"85     | [ 11 ] |
| 2013 | Giochi del Mediterraneo  | Mersin         | 1500 m piani | 4ª        | 4'06"34     | [ 12 ] |
| 2013 | Universiadi              | Kazan'         | 1500 m piani | Bronzo    | 4'09"72     | [ 13 ] |
| 2013 | Mondiali                 | Mosca          | 1500 m piani | Batteria  | 4'11"15     | [ 14 ] |
| 2014 | Mondiali indoor          | Sopot          | 3000 m piani | 8ª        | 9'10"13     | [ 15 ] |
| 2014 | Europei                  | Zurigo         | 1500 m piani | Batteria  | 4'17"19     | [ 16 ] |
| 2015 | Mondiali                 | Pechino        | 1500 m piani | Batteria  | 4'09"06     | [ 17 ] |
| 2015 | Giochi mondiali militari | Mungyeong      | 1500 m piani | Argento   | 4'11"51     | [ 18 ] |
| 2016 | Europei                  | Amsterdam      | 1500 m piani | 11ª       | 4'36"51     |        |
| 2016 | Giochi olimpici          | Rio de Janeiro | 1500 m piani | Batteria  | 4'09"74     |        |
| 2017 | Mondiali                 | Londra         | 1500 m piani | Batteria  | 4'09"15     |        |
| 2019 | Europei indoor           | Glasgow        | 3000 m piani | 10ª       | 9'05"32     |        |

## Campionati nazionali
- 2 volte campionessa assoluta nei 1500 m (2015, 2016)
- '3 volte campionessa assoluta indoor nei 1500 m (2013, 2014, 2018)
- 2 volte campionessa assoluta indoor nei 3000 m (2018, 2019)
- 1 volta campionessa universitaria nella staffetta 4×400 m (2007)

2006
- Bronzo ai Campionati italiani allievi-juniores-promesse indoor, (Ancona), 800 m piani - 2'18"14[19]
- Argento ai Campionati italiani allievi-juniores-promesse indoor, (Ancona), 1500 m piani - 4'45"02[20]
- 11ª ai Campionati nazionali universitari, (Desenzano del Garda), 800 m piani - 2'19"31[21]
- Bronzo ai Campionati nazionali universitari, (Desenzano del Garda), 1500 m piani - 4'40"13[21]
- 5ª ai Campionati nazionali universitari, (Desenzano del Garda), 4×400 m - 4'04"46[21]
- In finale ai Campionati italiani juniores e promesse, (Rieti), 1500 m piani - dnf[22]

2007
- 8ª ai Campionati italiani assoluti indoor, (Ancona), 1500 m m piani 4'29"51[23]
- 8ª ai Campionati italiani allievi-juniores-promesse indoor, (Genova), 800 m piani - 2'13"90[24]
- 4ª ai Campionati italiani allievi-juniores-promesse indoor, (Genova), 1500 m piani - 4'39"67[25]
- Argento ai Campionati nazionali universitari, (Jesolo), 1500 m piani - 4'28"67[26]
- Oro ai Campionati nazionali universitari, (Jesolo), 4×400 m - 3'54"24[26]
- Argento ai Campionati italiani juniores e promesse, (Bressanone), 800 m piani - 2'09"98[27]
- Bronzo ai Campionati italiani juniores e promesse, (Bressanone), 1500 m piani - 4'37"15[28]

2008
- 8ª ai Campionati nazionali universitari, (Pisa), 800 m piani - 2'15"59[29]
- 7ª ai Campionati italiani juniores e promesse, (Torino), 800 m piani - 2'15"92[30]

2009
- Argento ai Campionati italiani allievi-juniores-promesse indoor, (Ancona), 800 m piani - 2'11"78[31]
- Bronzo ai Campionati italiani allievi-juniores-promesse indoor, (Ancona), 1500 m piani - 4'33"11[32]
- In finale ai Campionati italiani assoluti indoor, (Torino), 1500 m piani - dnf[33]
- Argento ai Campionati italiani juniores e promesse, (Rieti), 800 m piani - 2'10"55[34]
- Argento ai Campionati italiani juniores e promesse, (Rieti), 1500 m piani - 4'32"16[35]
- 7ª ai Campionati italiani assoluti, (Milano), 1500 m piani - 4'27"26[36]

2010
- Bronzo ai Campionati italiani assoluti, (Grosseto), 1500 m piani - 4'15"53[37]

2011
- 4ª ai Campionati italiani assoluti indoor, (Ancona), 1500 m piani - 4'31"49[38]

2012
- Bronzo ai Campionati italiani assoluti, (Bressanone), 1500 m piani - 4'19"02[39]

2013
- Oro ai campionati italiani assoluti di atletica leggera indoor, (Ancona), 1500 m piani - 4'14"54[40]
- Argento ai Campionati italiani assoluti indoor, (Ancona), 3000 m piani - 9'07"87[41]
- Argento ai Campionati italiani assoluti, (Milano), 1500 m piani - 4'14"35[42]

2014
- Oro ai Campionati italiani assoluti indoor, (Ancona), 1500 m piani - 4'11"98[43]

2015
- Oro ai Campionati italiani assoluti (Torino), 1500 m piani - 4'19"29[44]

## Altre competizioni internazionali
2010
- 4ª al DécaNation, ( Annecy), 1500 m piani - 4'18"17[45]

2013
- 4ª agli Europei a squadre, ( Gateshead), 1500 m piani - 4'11"01[46]
- 14ª al Golden Gala Pietro Mennea, ( Roma), 1500 m piani - 4'08”87[47]

2014
- 5ª agli Europei a squadre, ( Braunschweig), 3000 m piani - 8'51"82[48]

2015
- 5ª agli Europei a squadre, ( Čeboksary), 1500 m piani - 4'18"04[17]
- 7ª agli Europei a squadre, ( Čeboksary), 3000 m piani - 9'24"81[17]

2017
- Oro alla Corrida di San Lorenzo ( Zogno), 4 km - 13'21"